# Babice Nowe
Babice Nowe is een plaats in het Poolse district  Warszawski zachodni, woiwodschap Mazovië. De plaats maakt deel uit van de gemeente Stare Babice en telt 470 inwoners.